# フィーバードデカザウルス
フィーバードデカザウルスは、2001年12月にSANKYOが発売した、液晶上と盤面両サイドに巨大な恐竜役モノが配置されているパチンコ機のシリーズ名。

CRフィーバードデカザウルスSPとCRフィーバードデカザウルスGP、フィーバードデカザウルスDXの3機種がある。

## 概要
液晶型のデジパチ。大画面に映し出される躍動感あふれるリーチアクション、衝撃度満点の役モノ予告、期待度が大きく変わる連続予告などの多彩な演出が搭載されている。

基本仕様は、99年基準機のオーソドックスなタイプで、全12種類ある大当たり図柄のうち奇数図柄揃いで確変に突入する。シリーズ機に確変搭載のCR機2種類と、時短搭載の現金機が1種類ある。

時短搭載のフィーバードデカザウルスDXは、大当たり図柄ごとに時短回数が決められており、奇数図柄揃いで100回転の時短に、偶数図柄揃いで50回転の時短に突入する。

本機に搭載されている再抽選アクションは、同社のフィーバー十二支と酷似したもので、左に通常大当たり図柄、右に確変大当たり図柄が並び、最終的に左右いずれかに表示される図柄で大当たりが決定する仕組みである。
フィーバー十二支はふすまを用いたアクションだったが、本機の再抽選は左右の図柄前に置かれた石板を上に持ち上げるアクションとなっている。

本機のステージは上段と下段に分かれている。左右に玉が通る穴が3箇所ずつあり、この穴に落ちずに中央に運ばれた玉は高確率でヘソに入賞する。

ワープを経由した玉はこのステージに運ばれて4つのルートのいずれかに振り分けれる。ヘソに近い穴ほど入賞率は高くなるので、どのルートを通るかで回転率も大きく変化するようになっている。

ステージにはワープからだけでなく、通常ルートから乗り上げることも多い。

## スペック
- CRフィーバードデカザウルスSP[4]
  - 賞球数 5&12&15
  - 大当たり最高継続 15R（10カウント）
  - 大当たり確率 1/315.5
  - 確変中大当たり確率　1/63.1
  - 確変突入率　1/2
  - 確変期間　10000回転まで/リミッターなし
- CRフィーバードデカザウルスGP[5]
  - 賞球数 5&12&15
  - 大当たり最高継続 15R（9カウント）
  - 大当たり確率 1/315.5
  - 確変中大当たり確率　1/63.1
  - 確変突入率　1/2
  - 確変期間　10000回転まで/リミッターなし
- フィーバードデカザウルスDX[5]
  - 賞球数 5&10&13
  - 大当たり最高継続 16R（10カウント）
  - 大当たり確率 1/215.5
  - 時短突入率　100%
  - 時短回数　
    - 奇数図柄　100回
    - 偶数図柄　50回

## 図柄
- 1 - トリケラトプス
- 2 - アンキロサウルス
- 3 - マンモス
- 4 - ステゴザウルス
- 5 - アウストラロピテクス
- 6 - ヴェロキラプトル
- 7 - ティラノサウルス
- 8 - ブラキオサウルス
- 9 - プテラノドン
- 10 - パラサウロロフス
- 11 - サーベルタイガー
- 12 - スピノサウルス

## 演出
予告アクション
大当たり時には何らかの予告が発生する割合が高く、予告演出には連続するパターンや、複合するパターンなど多彩なパターンが存在する。
- チビキャラ予告

デジタル回転開始直後に、ほぼ毎回転液晶内に出現するチビキャラは全部で12種類存在する。チビキャラたちの出現箇所は大きく3つに分かれる。
火山の周りには3種類、タマゴの周りには6種類、地面には3種類のチビキャラが出現する。
このチビキャラ予告は、デジタル回転をまたがって同じキャラが連続で2回出現するとチャンスアップで、連続で3回出現した場合は、大当たり確定となる。
12種類のチビキャラには、それぞれチャンスアップパターンが用意されており、リーチ確定となる。大当たり期待度や出現率はキャラによって大きく異なる。
- - 火山の周り
    - ネッシー

チャンスアップパターン - 虹がかかる
-   - プテラノドン

チャンスアップパターン - 群で登場
-   - UFO

チャンスアップパターン - いん石が落下
- - タマゴの周り
    - 原人

チャンスアップパターン - 5人登場
-   - ホネ

チャンスアップパターン - 4本出現
-   - 肉

チャンスアップパターン - 4個出現
-   - いびき

チャンスアップパターン - Zの文字が巨大化
-   - チビ恐竜

チャンスアップパターン - 群で登場
-   - ハート

チャンスアップパターン - 3個出現
- - 地面
    - バッタ

チャンスアップパターン - 飛び上がる
-   - トカゲ

チャンスアップパターン - エリマキを拡げる
-   - モグラ

チャンスアップパターン - 4匹登場
- タマゴ予告

図柄が停止してハズレと思いきや、右出目の上からタマゴが落ちてきて中から恐竜が現れた後、右出目がチェンジする。
出現しても約半数はガセに終わるが、リーチになれば必ずスーパーリーチへと発展し、大当たり信頼度も大幅にアップする。
- 役モノ予告

液晶上と盤面左右にある役モノが激しく動き出すのが役モノ予告である。動く時は必ず3体一緒に動き出す。
役モノの動くポイントは、デジタル回転中からリーチ発生時、スーパーリーチの途中に大当たり時と多岐に渡るが、予告としての役割を果たすのは3箇所で発生するものだけとなる。

- 役モノノーマル

デジタル回転中に発生した場合はノーマルで、リーチが確定する。このままでは期待薄だが、DXに発展することもある。
- 役モノDX

リーチ発生と同時に役モノが動き出し液晶内にも恐竜が左右から登場する。スーパーリーチが確定し、大当たり信頼度も大幅に上昇する。
- 役モノプレミアム

デジタル回転開始直後に役モノが激しく動き出せば、その時点で確変大当たりが確定となる。画面内も山頂に舞台を移し、原人たちが祝福してくれる。

リーチアクション
大画面をフルに使った迫力あるリーチは全9種類。チャンス目から発展する全回転リーチを除けば、リーチはどれもノーマルリーチが起点となり、一旦ハズレた後の展開が、スーパーリーチへの発展ポイントとなる。
ノーマルリーチハズレ後に中出目のタマゴが割れるとスーパーリーチ発展となる。
- ノーマルリーチ

中出目のタマゴがグルグルと横回転で進んでいく。まったく当たらないわけではないが、信頼度は高くない。
タマゴにヒビが入って割れると思いきやそのまま終わってしまうケースもある。
- 火の鳥リーチ

ノーマルリーチのハズレ後にフェニックスが登場してタマゴを持ち去る。2匹のプテラノドンが通り過ぎようとする大当たり図柄をクチバシでつついて押し戻す。
一旦ハズれてもそこで役モノが動き出せば再始動して大当たりとなる。
- お祈りリーチ

ノーマルリーチのハズレ後、中出目の周りに原人たちが登場してタマゴを持ち去る。お祈りリーチ中は、原人たちが宙に放り投げた図柄を画面上の役モノ恐竜が次々と噛み砕いて出目を進めていく。
- コマ送りリーチ

タマゴから出てきた恐竜が、手前に向かって走り出せばコマ送りリーチ発展となる。3コマ手前から背景が暗くなり稲妻が走る中、図柄が進んでいく。
停止範囲は幅広く、大当たりとかけ離れた出目で停止してハズれることも少なくない。
スベリや戻りといった2段階アクションもあり、発生した時点で100%大当たりとなる。チビキャラが出現するプレミアムパターンも存在する。
- 氷河期リーチ

画面が氷原に切り替わり、ツルツルした氷の上を恐竜たちが画面手前に向かって走ってくる。リーチ図柄の恐竜が画面に激突せず、手前のSTOPラインで止まれたら大当たりとなる。
コマ送りリーチ同様に、再始動や戻りの2段階アクションが発生することがある。
- 爆走リーチ

タマゴから出てきた恐竜がジャンプして草原に移動して発展。リーチ図柄の恐竜が、左右のハズレ図柄を体当たりで次々と蹴散らしていく。
一旦ハズれても出目がズームアウトすれば2頭の一騎打ちが展開されるSPに発展し、ハズレ図柄との激しいデッドヒートが繰り広げられる。ハズレ図柄を弾き飛ばせば大当たりとなる。
SPに発展すると背景が赤くなり、役モノが作動する。
- 大噴火リーチ

タマゴから出てきた恐竜がジャンプして火山に飛び込み、背景が噴火口のアップに変化する。火山の噴火に合わせて恐竜が次々と飛び出してくる。リーチ図柄の恐竜が1コマ手前のハズレ図柄を完全に踏み潰せば大当たりとなる。
- 全回転リーチ

特定の停止形であるチャンス目揃いから発展。図柄を抱えた原人が登場すれば発展の合図で、画面左からティラノサウルスが登場し、図柄に代わって2匹のティラノサウルスが交互に進む全回転リーチが始まる。
肉付きティラノサウルス（ドでかあたり!）が停止すれば確変大当たりで、ホネティラノサウルス（あたり!）が停止すれば通常大当たりとなる。
通常大当たりのホネティラノサウルスが停止した場合でも、背後に確変が出現するパターンや最後に肉付きティラノサウルスに変化する逆転パターンも存在する。
チャンス目は全部で18種類あり、3パターンの停止形が存在する。

- チャンス目停止形

1. 左中テンパイ右+1（1･1･2、2･2･3、3･3･4、4･4･5、5･5･6、6･6･7、7･7･8、8･8･9、9･10･10、10･10･11、11･11･12、12･12･1）
2. 麻雀のスジ系（1･4･7、2･5･8、3･6･9）
3. 特別な出目（3･9･4、3･3･7、7･7･3）

- TｰREXリーチ

ノーマルリーチのハズレ後にタマゴが割れて恐竜ではなく原人が登場し、画面左から現れるTｰREXに追いかけられる。原人とTｰREXが走り去った後には大当たり図柄がポツンと残される。
発展した時点で100%大当たりするプレミアムアクションで、出現率は極めて低い。

再抽選アクション
再抽選時は、左右に図柄と石板が並べられる。石板は図柄の前にあり、先に上がった側の図柄が大当たり図柄となる仕組みである。再抽選時は、必ず「左に大当たりした図柄、右に昇格図柄」が並べられる。
基本的な流れは、大当たり後に「再抽選」の文字が出現する。その後、原人が頑張って図柄前に出現する石板を上げていく。
原人が石板を持ち上げていくアクションにはいくつかのパターンが存在し、右の方が途中リードするパターンや、右の石板がより高く上がっているパターンが出現したときは確変昇格のチャンスとなる。
先に左の石板が上がった場合でも復活パターンが存在する。右の図柄が左の図柄を押しのけるように左にスライドするパターン、右側に残った石板が左にスライドするパターンのいずれかが発生した場合は逆転となり確変に昇格する。

小当たり&電チュー
確変中は止め打ちを実践すれば、ある程度の出玉維持が可能だが、玉増えは期待できない。

- 確変中の止め打ち手順

1. スルー通過から3秒後に5個打ち出す
2. 1秒止めて再び5個打ち出す
3. 以後、繰り返し

|                    | 通常時    | 確変中    |
| ------------------ | --------- | --------- |
| 小当たり確率       | 10/11     | 10/11     |
| 小デジタル回転時間 | 29.2秒    | 5.1秒     |
| 電チュー開放時間   | 0.2秒 1回 | 1.6秒 2回 |

時間短縮機能
メインデジタルの回転時間は、保留が0〜3の状態で消化した場合は約12.3秒で、保留が4の状態で消化した場合は約5.3秒と短縮される。
デジタルの時短は保留4時のみだが、この時短機能を活用することで時間効率を上げて回転数を稼ぐことが可能である。

## コンシューマ移植
- パチンコで遊ぼう！　～フィーバードデカザウルス～(PlayStation 2用)
  - 『パチンコで遊ぼう！　～フィーバードデカザウルス～』(PlayStation 2、インターナショナルカードシステム、2002年5月2日発売、SLPS-20186、JAN-4997940211114)にフィーバードデカザウルスが収録。